# Stupas d'Ashoka (Patan)
 (août 2021).
Si vous disposez d'ouvrages ou d'articles de référence ou si vous connaissez des sites web de qualité traitant du thème abordé ici, merci de compléter l'article en donnant les références utiles à sa vérifiabilité et en les liant à la section « Notes et références ».
Les stupas d’Ashoka sont des monuments religieux bouddhistes érigés aux quatre points cardinaux de l’ancienne ville de Patan, sur la rive gauche du Bagmati, à hauteur de Katmandou, au Népal. Ils furent édifiés, selon une pieuse tradition, par l’empereur bouddhiste Ashoka pour y fixer les bornes de la ville de Patan. D’après les historiens, ils dateraient plutôt du IVe siècle, comme la ville de Patan. 

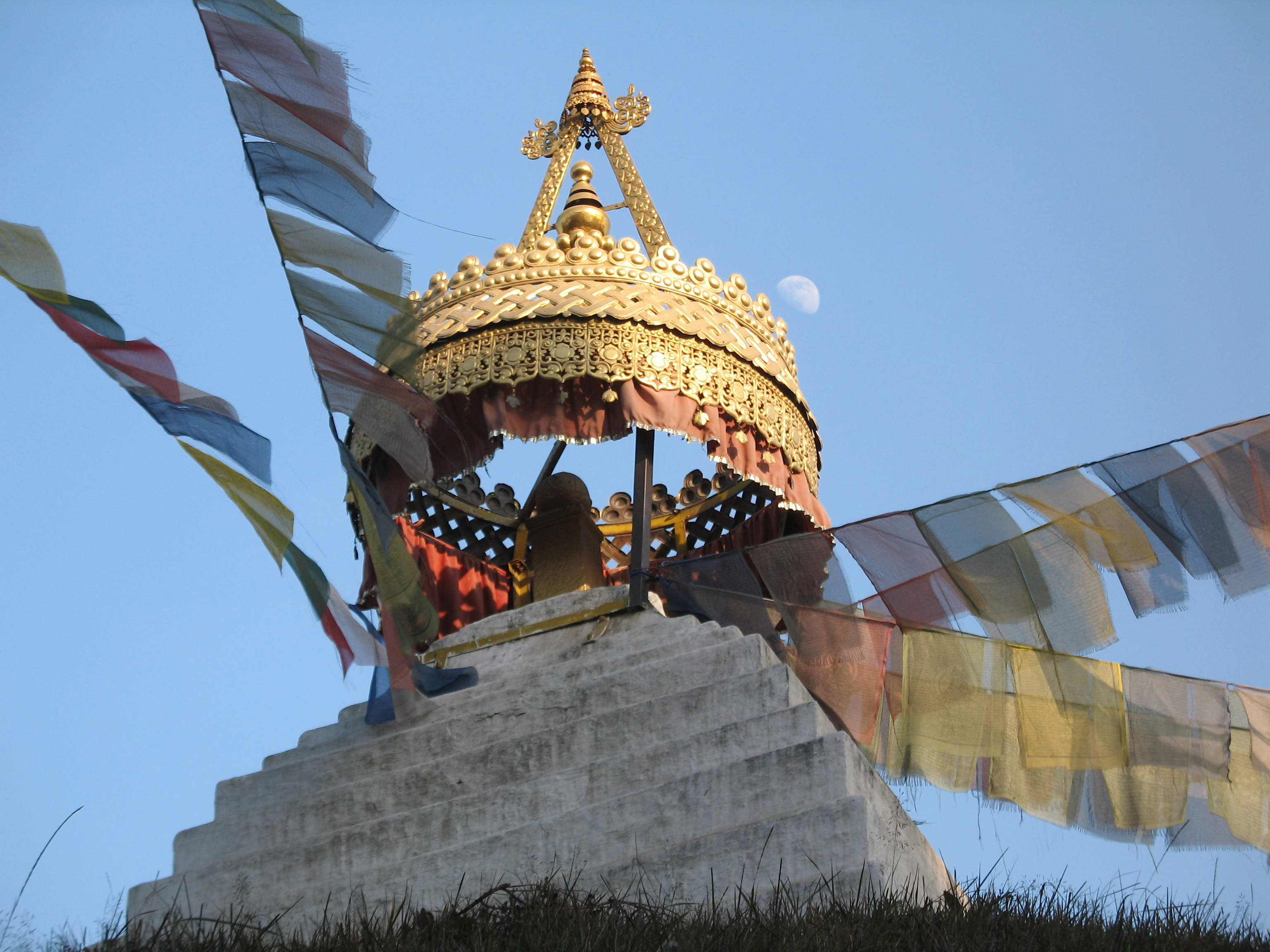
Dôme (avec parasol) du stupa occidental de Patan (à Pulchowk)

## Description
Contrairement à la tradition architecturale bouddhiste les quatre stupas sont de forme circulaire. Ils contiendraient des reliques du Bouddha, Comme aucune excavation archéologique ne peut être faite il est impossible de vérifier ce qu’il en est. Entourés à leur base d’une couronne de moulins à prière les stupas sont l’objet de grande dévotion populaire. À proximité de chaque stupa se trouve une petite terrasse couverte permettant aux pèlerins d’y passer la nuit. 

### Stupa d'Ashoka (Sud)
Le stupa méridional se trouve à Lagankhel, près de l’importante station de bus. Il est le plus large des quatre mesurant 47 mètres de diamètre et près de 12 mètres de hauteur. Le sommet est surmonté d’une structure récente ressemblant à un cénotaphe. Sa base est circonscrite d’une couronne de 464 moulins à prière. En 1878, des petits sanctuaires secondaires furent édifiés dans les alentours. Un peu partout des représentations du Bouddha dans ses quatre attitudes méditatives caractéristiques donnent à l’endroit son caractère religieux. Entouré d’un espace vert et bien entretenu ce stupa est le plus avenant des quatre.

### Stupa d'Ashoka (Est)
Le stupa oriental se trouve à Imadol, un peu au-delà du carrefour de Gwarko, sur le boulevard circulaire (Ring road) le long de la route conduisant à Lubhu. Son périmètre est de 76 mètres et sa hauteur de 10,5 mètres. Il a cinq Vedikas (1,6 m chacune) avec un Tathagata dans chaque direction. Au sommet le dôme lui-même est haut de 4,5 mètres.

### Stupa d'Ashoka (Ouest)
Le stupa occidental se trouve à Pulchowk, important carrefour de Lalitpur. Son périmètre est de 76 mètres et sa hauteur de 12 mètres. Ses cinq vedikas ont 1.2 mètre de hauteur, avec un tathagata dans chaque direction. Se trouvant en bordure du trottoir de la rue principale montant vers Jawalakhel le stupa est très fréquenté. Au sommet son dôme de forme carrée a 6.5 mètres de haut. 

### Stupa d'Ashoka (Nord)
Le stupa septentrional se  trouve à Ebahi, à quelques centaines de mètres du pont piétonnier qui traverse la Bagmati permet de passer à Katmandou. Ce stupa est plus complexe et plus petit que les autres. Son périmètre est de 60 mètres. Une unique Vedika a 1,5 mètre de haut et son dôme de 5,5 mètres et surmonté d’une harmika en gradin vers le sommet surmonte d’un parasol. Un square, avec habitations très rapprochées du monument, s’est formé autour du stupa, en obstruant la perspective.